# Gohpur
Gohpur är en ort i Indien.   Den ligger i distriktet Sontipur och delstaten Assam, i den östra delen av landet, 1 600 km öster om huvudstaden New Delhi. Gohpur ligger 84 meter över havet och antalet invånare är 9 896.
Terrängen runt Gohpur är platt. Runt Gohpur är det tätbefolkat, med 331 invånare per kvadratkilometer. Det finns inga andra samhällen i närheten. Omgivningarna runt Gohpur är en mosaik av jordbruksmark och naturlig växtlighet.